# 李世鹏
李世鹏（1967年—），男，山东威海人，中国计算机技术专家，国际电气与电子工程师协会（IEEE）会士、国际欧亚科学院院士，研究领域为多媒体，互联网和计算机视觉等。

## 个人经历
1983年，以山东省高考第二名的成绩进入中国科技大学无线电系。1988年和1991年分别获得学士和硕士学位，为该校历史上唯一一位两次获得最高荣誉郭沫若奖学金的学生。
1993年赴美国伍斯特理工学院攻读电气工程专业，后转入宾夕法尼亚州理海大学并于1996年获得电机系博士学位。
1999年他与李开复，张亚勤等人一起创立微软亚洲研究院，先后担任微软亚洲研究院首席研究员、副院长及微软公司合伙人等。
2018年加入科大讯飞，任集团副总裁兼研究院联席院长至2020年。
2020年加入深圳市人工智能与机器人研究院，履任执行院长。

## 研究方向
图像视频信号处理、分析、编码、传输和通信；多媒体内容分析和搜索；机器学习和人工智能；计算机视觉等。